# What Hits!?
Albums de Red Hot Chili Peppers
Live Rare Remix Box
(1994)
What Hits!? est une compilation des quatre premiers albums des Red Hot Chili Peppers, sorti en 1992. L'album contient également la chanson Under the Bridge, extraite du cinquième album du groupe, Blood Sugar Sex Magik et Show Me Your Soul extraite de la bande originale du film Pretty Woman.

## Titres de l'album
1. Higher Ground - 3:21
2. Fight Like a Brave - 3:47
3. Behind the Sun - 4:45
4. Me and My Friends - 3:05
5. Backwoods - 3:06
6. True Men Don't Kill Coyotes - 3:36
7. Fire - 2:01
8. Get Up and Jump - 2:50
9. Knock Me Down - 3:43
10. Under the Bridge - 4:24
11. Show Me Your Soul - 4:22
12. If You Want Me to Stay - 4:06
13. Hollywood (Africa) - 4:58
14. Jungle Man - 4:04
15. The Brothers Cup - 3:24
16. Taste the Pain - 4:34
17. Catholic School Girls Rule - 1:55
18. Johnny, Kick a Hole in the Sky - 5:10

Une version vidéo de What Hits!? est aussi sortie, elle contenait les clips suivants.
1. Behind the Sun
2. Under the Bridge
3. Show Me Your Soul
4. Taste the Pain
5. Higher Ground
6. Knock Me Down
7. Fight Like a Brave
8. Jungle Man
9. True Men Don't Kill Coyotes
10. Catholic School Girls Rule
11. Fire (live)
12. Stone Cold Bush (live)
13. Special Secret Song Inside (live)
14. Subway to Venus (live)